# Triàquids

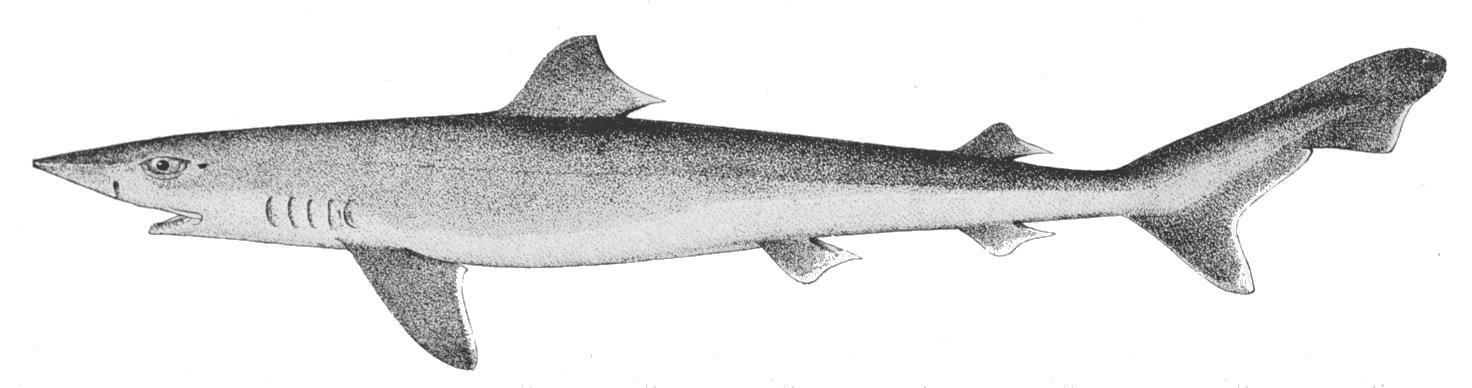
Mussola caralló (Galeorhinus galeus)

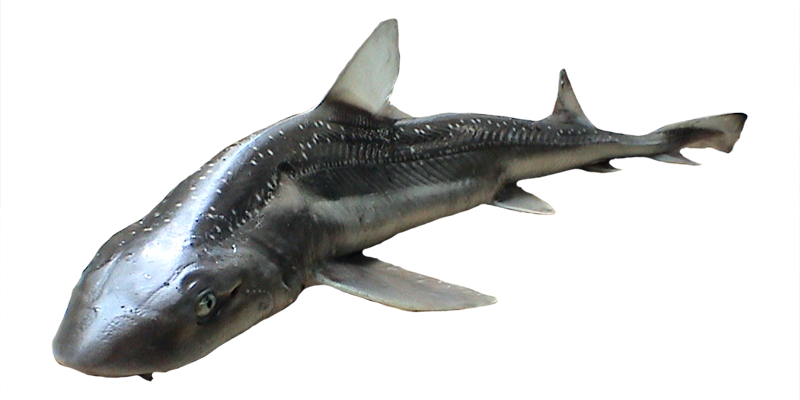
Mustelus manazo

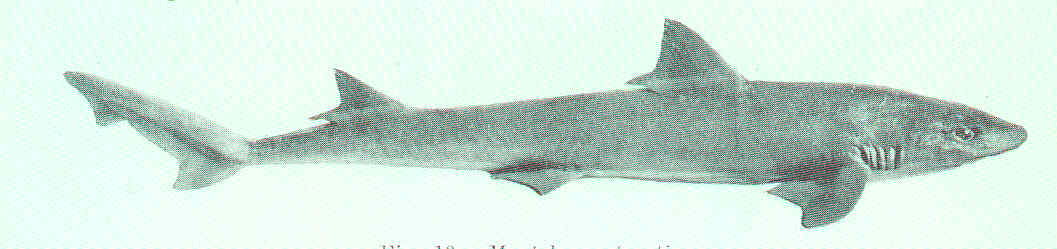
Mustelus antarcticus

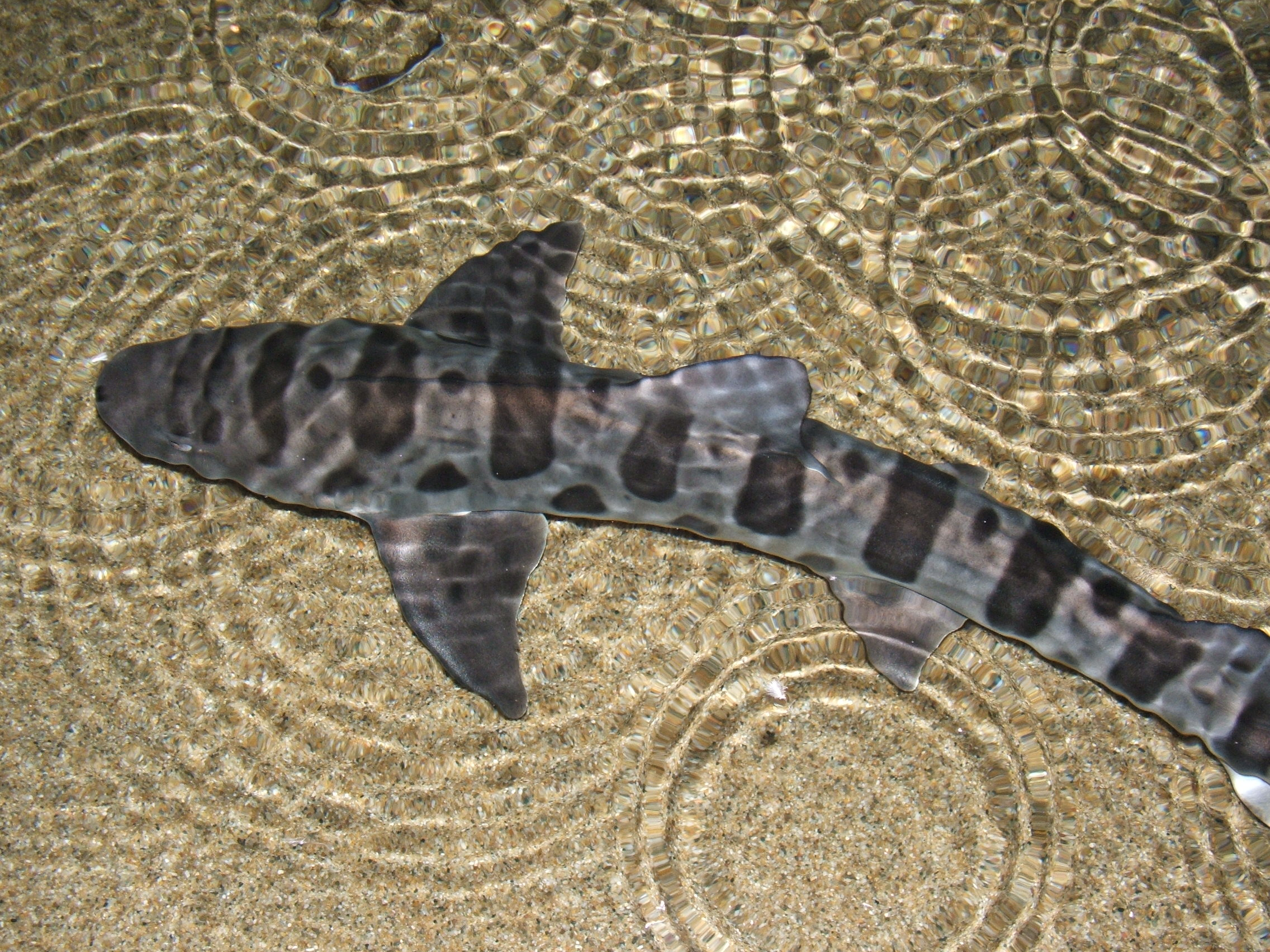
Triakis semifasciata

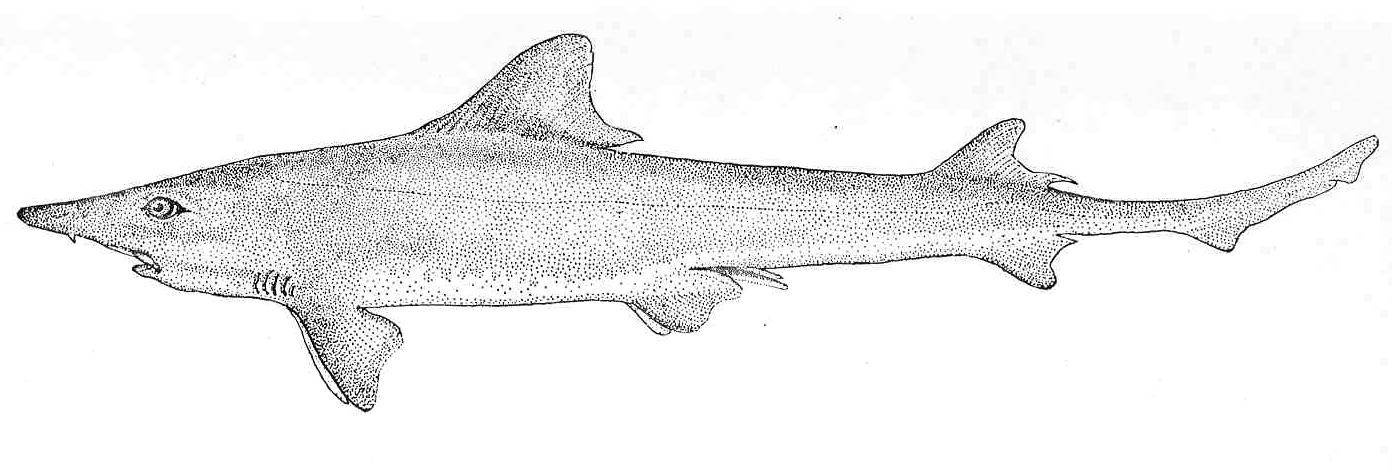
Mustelus canis

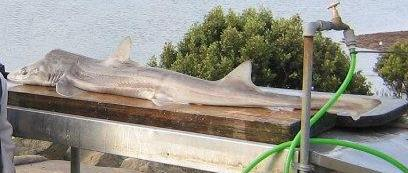
Triàquid capturat a les costes de Victòria (Austràlia).

Els triàquids (Triakidae) són una família de taurons carcariniformes que agrupa 9 gèneres i 46 espècies. Inclou, entre d'altres, els gèneres Galeorhinus (amb Galeorhinus galeus, el caçó), Mustelus (amb Mustelus mustelus, la mussola vera, i Mustelus asterias, la mussola pintada) i Prionace (amb Prionace glauca, la tintorera), tots ells comuns a les aigües dels Països Catalans.

## Morfologia
- Són petits.
- Musell no gaire llarg.
- Ulls allargats.
- Membrana nictitant inferior amb un plec horitzontal.
- Tenen les obertures branquials darrere les aletes pectorals.
- La primera aleta dorsal és més curta que la segona i amb la base més endavant que l'origen de les ventrals.
- El lòbul inferior de l'aleta caudal sol ésser petit i poc diferenciat.

## Reproducció
Segons les espècies, poden ésser vivípars o ovovivípars.

## Alimentació
Mengen invertebrats i peixos.

## Hàbitat
Viuen a la zona de la plataforma continental (però també apareixen al talús) de les mars càlides i temperades.

## Gèneresiespècies
- Gènere Furgaleus (Whitley, 1951)
  - Furgaleus macki (Whitley, 1943)
- Gènere Galeorhinus (Blainville, 1816)
  - Galeorhinus galeus (Linnaeus, 1758)
- Gènere Gogolia (Compagno, 1973)
  - Gogolia filewoodi (Compagno, 1973)
- Gènere Hemitriakis (Herre, 1923)
  - Hemitriakis abdita (Compagno & Stevens, 1993)
  - Hemitriakis falcata (Compagno & Stevens, 1993)
  - Hemitriakis japanica (Müller & Henle, 1839)
  - Hemitriakis leucoperiptera (Herre, 1923)
- Gènere Hypogaleus (Smith, 1957)
  - Hypogaleus hyugaensis (Miyosi, 1939)
  - Hypogaleus hyugaensis (Miyosi, 1939)
- Gènere Iago (Compagno & Springer, 1971)
  - Iago garricki (Fourmanoir & Rivaton, 1979)
  - Iago omanensis (Norman, 1939)
- Gènere Mustelus (Linck, 1790)
  - Mustelus antarcticus (Günther, 1870)
  - Mustelus asterias (Cloquet, 1821)
  - Mustelus californicus (Gill, 1864)
  - Mustelus canis (Mitchill, 1815)
  - Mustelus dorsalis (Gill, 1864)
  - Mustelus fasciatus (Garman, 1913)
  - Mustelus griseus (Pietschmann, 1908)
  - Mustelus henlei (Gill, 1863)
  - Mustelus higmani (Springer & Lowe, 1963)
  - Mustelus lenticulatus (Phillipps, 1932)
  - Mustelus lunulatus (Jordan & Gilbert, 1882)
  - Mustelus manazo (Bleeker, 1854)
  - Mustelus mento (Cope, 1877)
  - Mustelus minicanis (Heemstra, 1997)
  - Mustelus mosis (Klunzinger, 1871)
  - Mustelus mustelus) (Linnaeus, 1758)
  - Mustelus norrisi (Springer, 1939)
  - Mustelus palumbes (Smith, 1957)
  - Mustelus punctulatus (Risso, 1827)
  - Mustelus schmitti (Springer, 1939)
  - Mustelus sinusmexicanus (Heemstra, 1997)
  - Mustelus whitneyi (Chirichigno F., 1973)
- Gènere Scylliogaleus (Boulenger, 1902)
  - Scylliogaleus quecketti (Boulenger, 1902)
- Gènere Triakis (Müller & Henle, 1838)
  - Triakis acutipinna (Kato, 1968)
  - Triakis maculata (Kner & Steindachner, 1867)
  - Triakis megalopterus (Smith, 1839)
  - Triakis scyllium (Müller et Henle, 1839)
  - Triakis semifasciata (Girard, 1855)[7][8][9][10][11][12]